# Liste der Biografien/Fif
Liste der Biografien |
Portal Biografien |
Personensuche
# |
A |
B |
C |
D |
E |
F |
G |
H |
I |
J |
K |
L |
M |
N |
O |
P |
Q |
R |
S |
T |
U |
V |
W |
X |
Y |
Z |
?
 
Fa |
Fe |
Ff |
Fh |
Fi |
Fj |
Fk |
Fl |
Fm |
Fn |
Fo |
Fr |
Ft |
Fu |
Fy
 
Fia |
Fib |
Fic |
Fid |
Fie |
Fif |
Fig |
Fih |
Fii |
Fij |
Fik |
Fil |
Fim |
Fin |
Fio |
Fip |
Fiq |
Fir |
Fis |
Fit |
Fiu |
Fiv |
Fix |
Fiz
Die Liste der Biografien führt alle Personen auf, die in der deutschsprachigen Wikipedia einen Artikel haben. Dieses ist eine Teilliste mit 9 Einträgen von Personen, deren Namen mit den Buchstaben „Fif“ beginnt.

## Fif

### Fifa
- Fifa, Ilias (* 1989), spanischer Mittel- und Langstreckenläufer

### Fife
- Fife, Jenna (* 1995), schottische Fußballspielerin
- Fife, William III. (1857–1944), schottischer Konstrukteur von großen Segelyachten
- Fifer, James (1930–1986), US-amerikanischer Ruderer
- Fifer, Joseph W. (1840–1938), US-amerikanischer Politiker

### Fifi
- Fifield, Sam (1839–1915), US-amerikanischer Politiker
- Fifita, Tonga (* 1959), tongaischer Wrestler und Sumoringer

### Fifk
- Fifka, Matthias S. (* 1974), deutscher Wirtschafts- und Sozialwissenschaftler

### Fifo
- Fifor, Mihai (* 1970), rumänischer Politiker